# Zofár kormányzóság

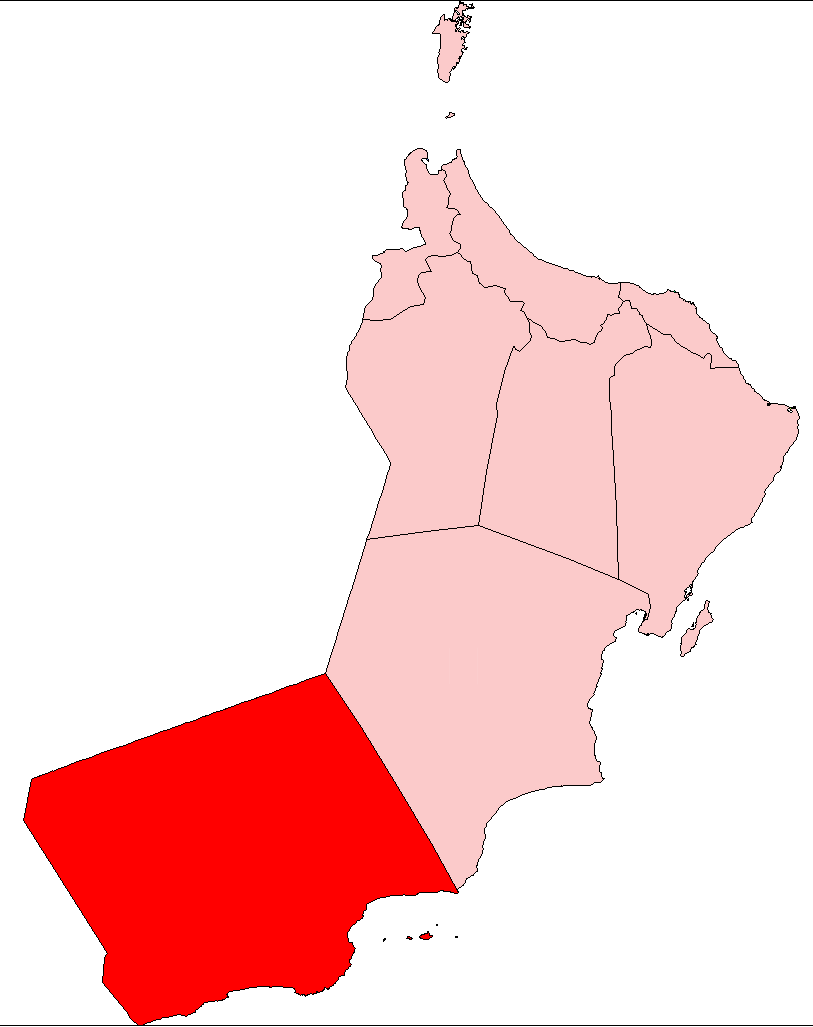
Zofár kormányzóság elhelyezkedése Ománon belül

Zofár kormányzóság (arabul محافظة ظُفار  [Muḥāfaẓat Ẓufār]) az Omán kilenc tartománya közé tartozó négy kormányzóság egyike az ország délnyugati részén. Északról Szaúd-Arábia, keleten a Középső régió, délen az Arab-tenger, nyugaton pedig Jemen határolja. Székhelye Szalála városa. Területe 99 300 km², lakossága a 2010-es népszámlálás adatai szerint 249 729 fő, az összlakosság 9%-a.

## Közigazgatási beosztása
Zofár kormányzóság tíz körzetre (vilája) oszlik. Ezek: Dalkút, Mazjúna, Mirbát, Muksin, Rahjút, Salím és a Hallánijját-szigetek Szadah, Szalála, Szumrajt, Táka.

## Fordítás
Ez a szócikk részben vagy egészben  a   Liste der Regionen und Distrikte in Oman című német Wikipédia-szócikk ezen változatának fordításán alapul.  Az eredeti cikk szerkesztőit annak laptörténete sorolja fel. Ez a jelzés csupán a megfogalmazás eredetét és a szerzői jogokat jelzi, nem szolgál a cikkben szereplő információk forrásmegjelöléseként.